# Chāch Kām
Chāch Kām (persiska: چاچكام, Chāch, Chāchkām, چاچ, چاچ كام) är en bondby i Iran.   Den ligger i provinsen Mazandaran, i den norra delen av landet, 180 km öster om huvudstaden Teheran. Chāch Kām ligger 617 meter över havet och antalet invånare är 130.
Terrängen runt Chāch Kām är kuperad. Runt Chāch Kām är det ganska tätbefolkat, med 111 invånare per kvadratkilometer. Närmaste större samhälle är Lājīm, 19,0 km sydväst om Chāch Kām. I omgivningarna runt Chāch Kām växer i huvudsak blandskog.